# Apocroce spuria
Apocroce spuria is een insect uit de familie van de Nemopteridae, die tot de orde netvleugeligen (Neuroptera) behoort. 
Apocroce spuria is voor het eerst wetenschappelijk beschreven door Tjeder in 1975.